# Rise (album Gabrielle)
Gabrielle è il terzo album della cantante inglese Gabrielle, uscito nel 1999.

## Tracce
1. Sunshine
2. Rise
3. When a Woman
4. Tell Me What You Dream
5. 5 O'Clock
6. Should I Stay
7. Over You
8. Falling
9. If You Love Me
10. Independence Day
11. Gonna Get Better

## Seconda versione
Il 30 aprile 2001 la Go! Beat ha ripubblicato Rise nel Regno Unito, con sei tracce aggiuntive:
1. Out of Reach
2. There's Nothing I Won't Do for You
3. Rise (acoustic version)
4. Rise (enhanced video)
5. Sunshine (enhanced video)
6. When a Woman (enhanced video)

## Classifiche
| Classifica (1999/2000) | Posizione più alta |
| ---------------------- | ------------------ |
| Austria                | 17                 |
| Germania               | 19                 |
| Irlanda                | 6                  |
| Norvegia               | 7                  |
| Nuova Zelanda          | 9                  |
| Paesi Bassi            | 23                 |
| Regno Unito            | 1                  |
| Svizzera               | 19                 |